# Sender Waldburg
Der Sender Waldburg ist ein Sender für Hörfunk des Südwestrundfunks. Er steht auf einer bewaldeten Anhöhe, direkt an der Landesstraße 325 zwischen Schlier und Vogt, östlich des zu der Gemeinde Waldburg gehörenden Weilers Neuwaldburg in Baden-Württemberg. Er ist als 73 m hoher Stahlfachwerkmast ausgeführt und wurde 2003/2004 als Ersatz für einen abgespannten Stahlfachwerkmast in ähnlicher Höhe von der Firma betec AG errichtet, wobei die Montage teilweise mit Hilfe eines Helikopters erfolgte.
Eine Besonderheit des Senders Waldburg ist, dass sich das Gebäude für die Rundfunksendegeräte nicht beim Antennenträger, sondern ca. 150 Meter westnordwestlich von diesem liegt, was bei Sendeanlagen, die nur im UHF-/VHF-Bereich senden, wegen Übertragungsverlusten absolut unüblich ist. Allerdings gibt es noch beim Antennenträger ein Gebäude, in dem Geräte für Richt- und Mobilfunk untergebracht sind.
Von hier aus wird Oberschwaben, der Bodensee und das Allgäu über UKW mit den Rundfunkprogrammen SWR4 Baden-Württemberg sowie SWR2 versorgt.

## Frequenzen und Programme

### Analoger Hörfunk (UKW)
Folgende Hörfunkprogramme werden vom Sender Waldburg auf UKW abgestrahlt:
| Frequenz (MHz) | Logo | Programm               | RDS PS   | RDS PI | Regionalisierung  | ERP (kW) | Antennendiagramm rund (ND)/gerichtet (D) | Polarisation horizontal (H)/vertikal (V) |
| -------------- | ---- | ---------------------- | -------- | ------ | ----------------- | -------- | ---------------------------------------- | ---------------------------------------- |
| 91,2           |      | SWR4 Baden-Württemberg | SWR4_FN_ | DA04   | Bodensee Radio    | 25       | ND                                       | H                                        |
| 94,9           |      | SWR Kultur             | SWR_Kult | D3A2   | Baden-Württemberg | 60       | D (190–100°)                             | H                                        |

### Digitales Radio (DAB)
DAB wird in vertikaler Polarisation und im Gleichwellenbetrieb (SFN) mit anderen Sendern ausgestrahlt.
Bis 26. Januar 2012 wurden auf DAB-Kanal 12B die Radioprogramme des SWR und des Deutschlandradio (Deutschlandfunk (64 kbps-M) und Deutschlandradio Kultur (128 kbps)) gesendet. Aufgrund des Neustart des Digitalradio wurde ein Kanalwechsel vollzogen, die Programme des Deutschlandradio werden nicht mehr ausgestrahlt.
| Block                  | Programme (Datendienste) | ERP (kW) | Antennen- diagramm rund (ND), gerichtet (D) | Polarisation horizontal (H)/ vertikal (V) | Gleichwellennetz (SFN)                                                                                       |
| ---------------------- | --- | -------- | ------------------------------------------- | ----------------------------------------- | --- |
| 8A SWR BW S (D__00372) | DAB+ Block des SWR - SWR1 BW (112 kbps) - SWR Kultur (128 kbps) - SWR3 (Rheinland bis Bodensee) (112 kbps) - SWR4 FN (Studio Friedrichshafen) (112 kbps) - SWR4 FR (Südbaden) (112 kbps) - SWR4 S (Studio Stuttgart) (112 kbps) - SWR4 TU (Studio Tübingen) (112 kbps) - SWR4 UL (Studio Ulm) (112 kbps) - SWR Aktuell (72 kbps) - DASDING (112 kbps) - EPG (24 kbps) - TPEG (16 kbps) | 5        | ND                                          | V                                         | Grünten, Konstanz, Memmingen/Niederrieden, Ravensburg (Höchsten), Pfänder (Vorarlberg), Waldburg, Weingarten |

## Bilder

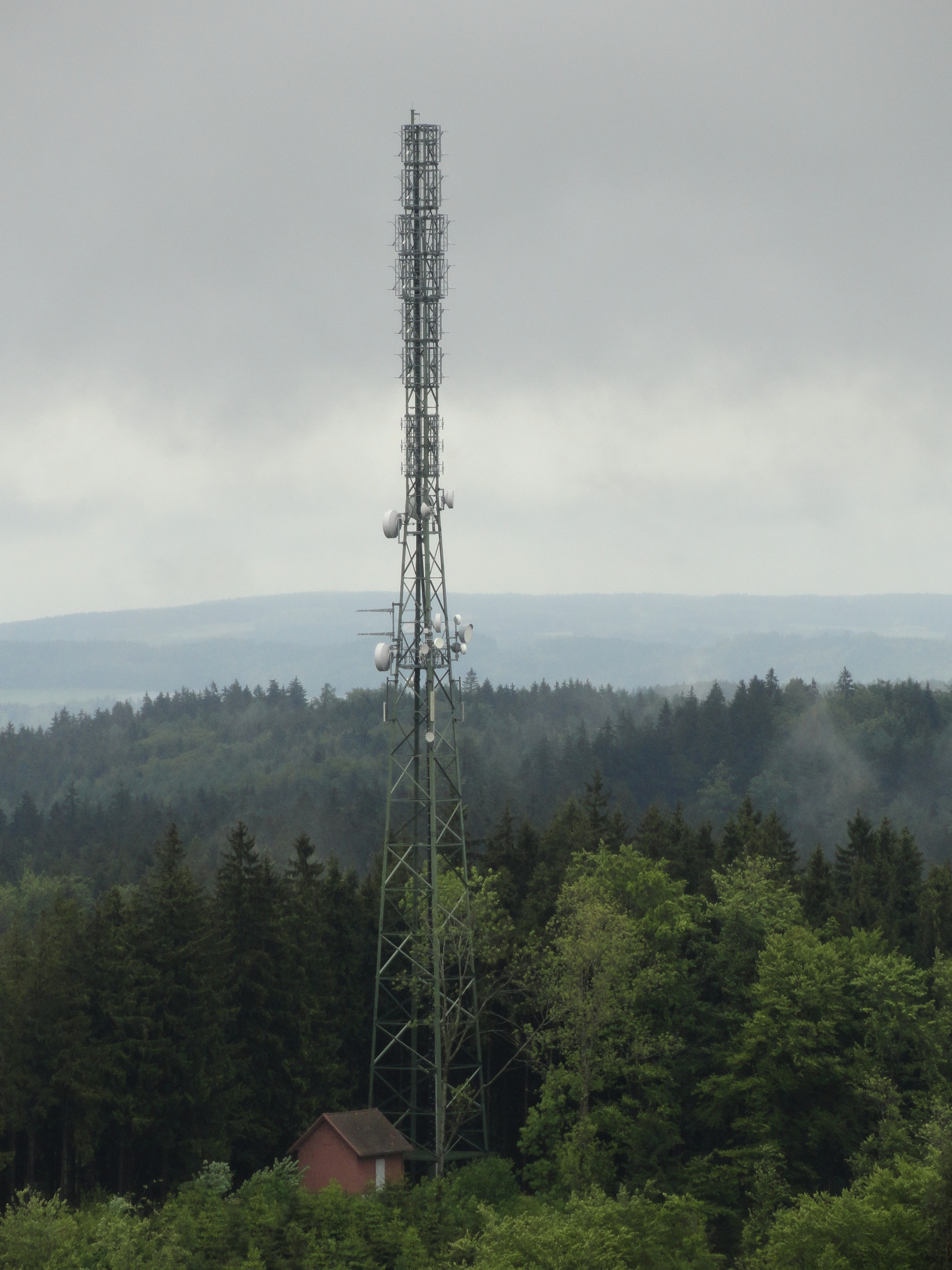
Sendemast vom Sender Waldburg 2 aus gesehen
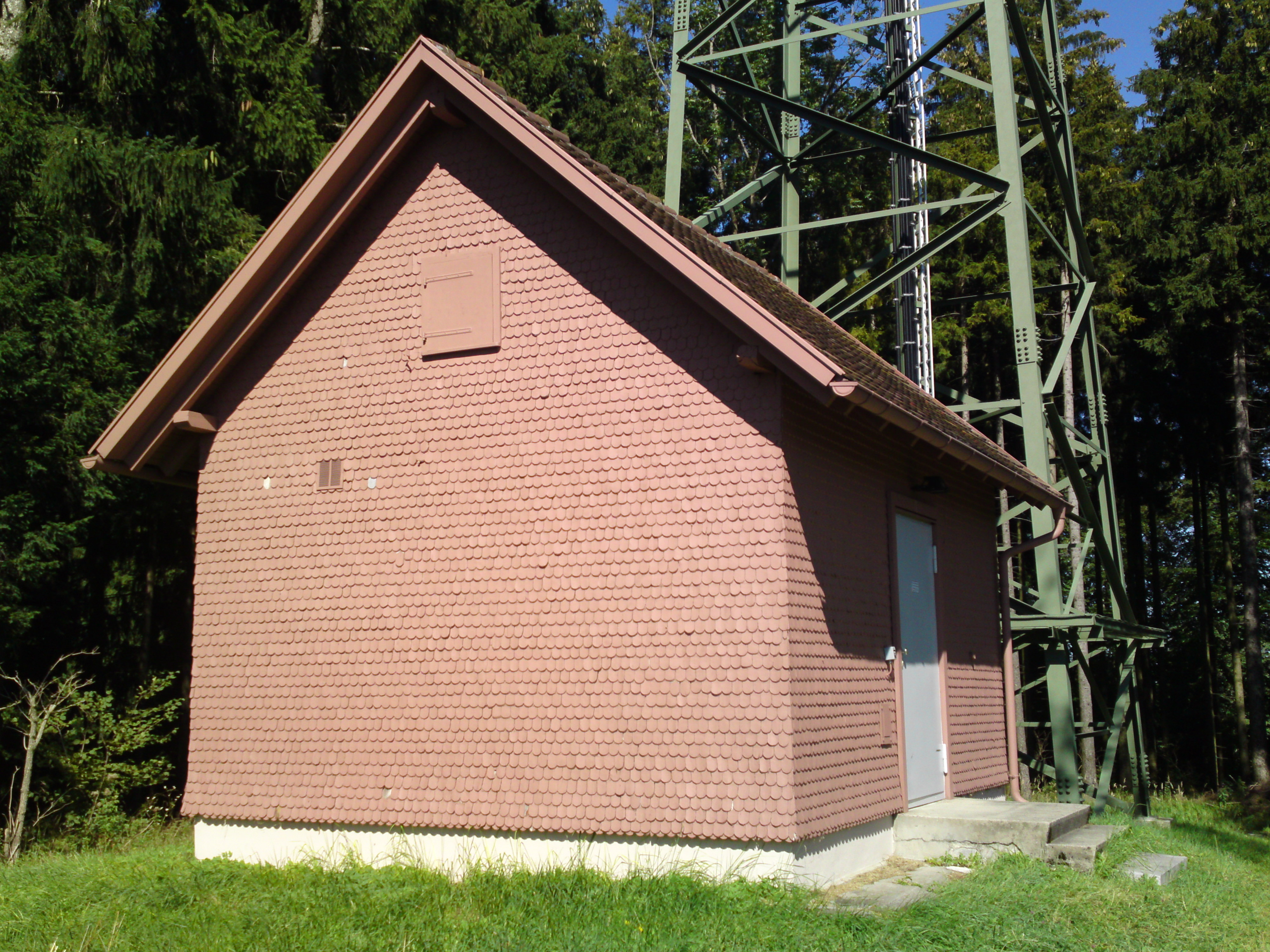
Das Senderhaus am Sendemast
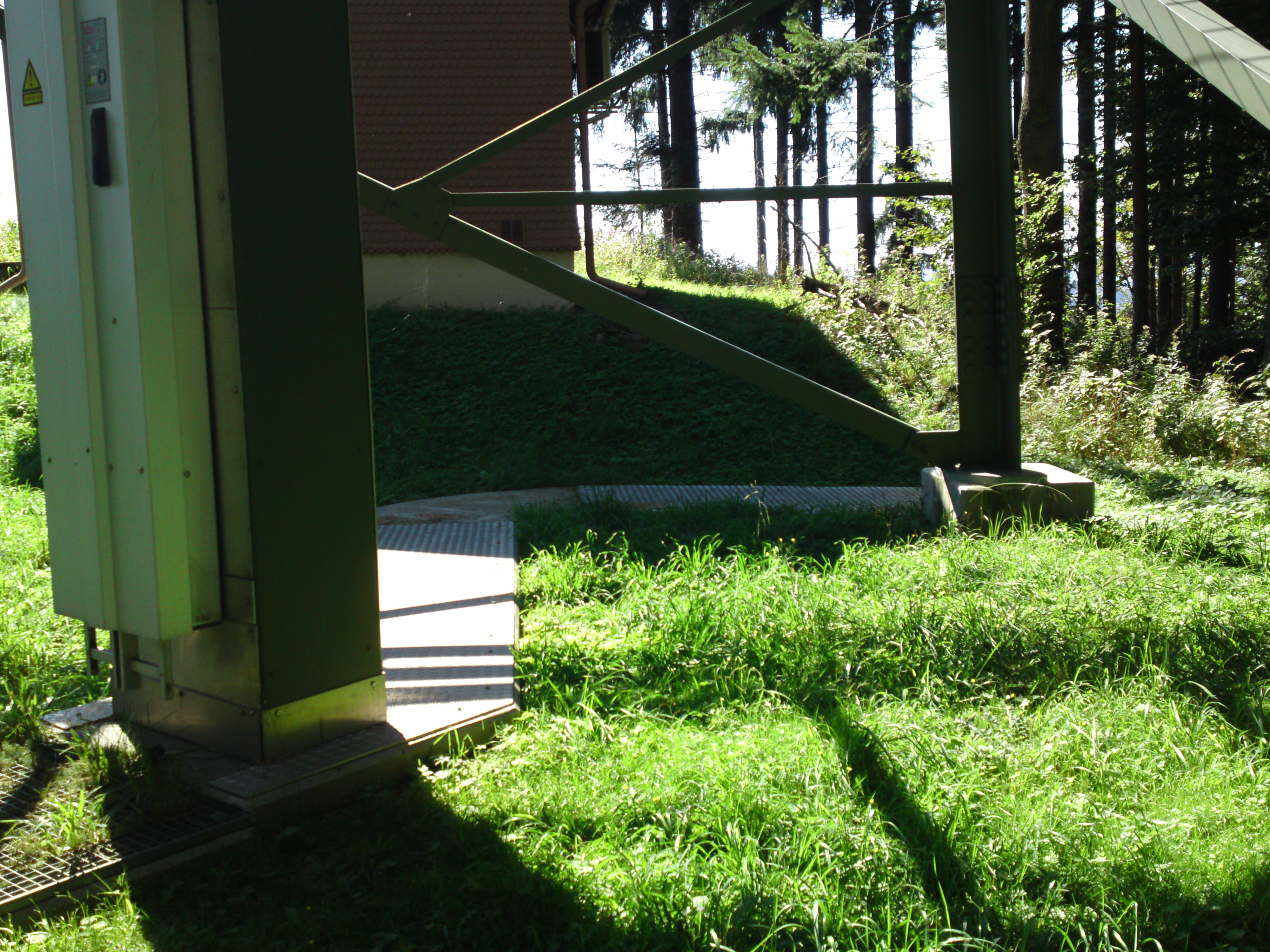
Zuleitung vom Senderhaus zum Sendemast
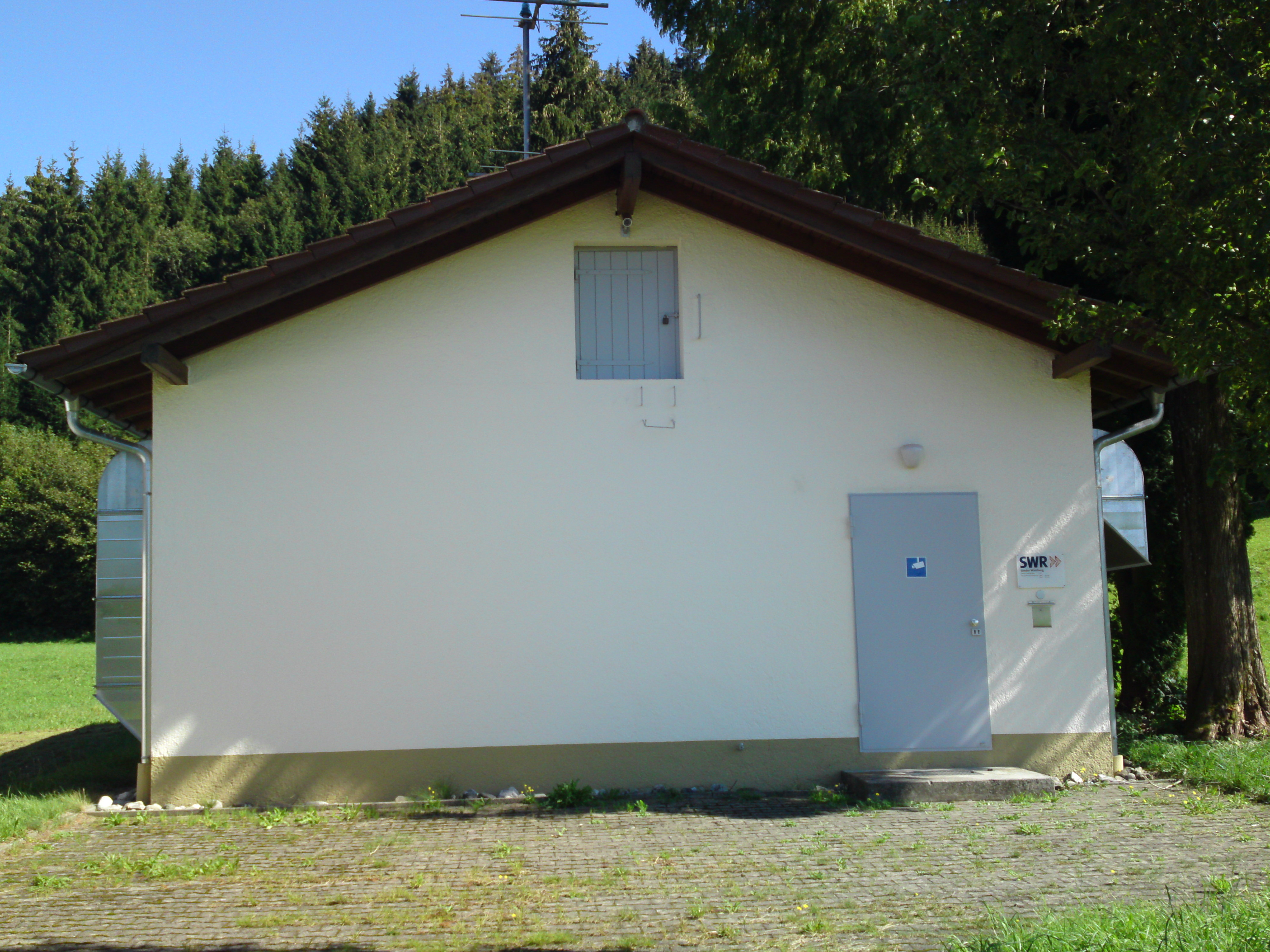
Das Senderhaus des SWR bei Neuwaldburg
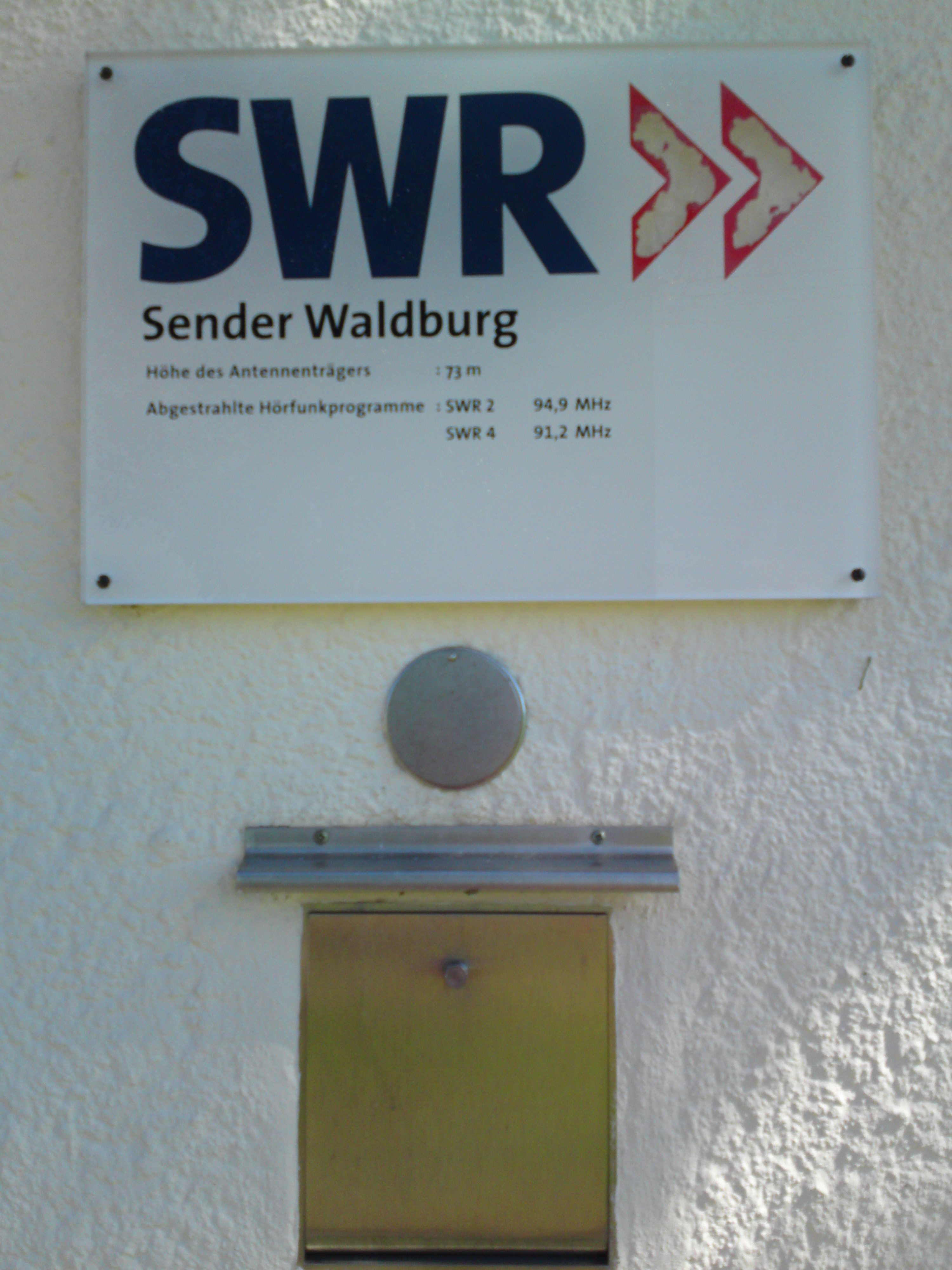
Informationsschild des SWR

## Sender Waldburg 2

Sender Waldburg 2 der Deutschen Telekom

In direkter Nähe, ca. 650 Meter südlich, auf dem Galgenberg, befindet sich der als "Sender Waldburg 2" (47° 46′ 10″ N, 9° 43′ 21″ O) bezeichnete Fernmeldeturm der Deutschen Telekom für Richtfunk und fernmeldetechnische Aufgaben. Er ist 107 Meter hoch und wurde 1987 erbaut.